# Chenaillet-Ophiolith
Der Chenaillet-Ophiolith ist ein 165 Millionen Jahre alter Ophiolith der Westalpen, hervorgegangen aus einem Ozeanischen Krustenbereich des Penninikums. Von allen Alpenophiolithen zeigt er die geringste metamorphe Überprägung und ermöglicht daher das intensive Studium einer nur sehr langsam, mit 2 bis 4 Zentimeter pro Jahr erfolgenden Ozeanbodenspreizung.

## Beschreibung

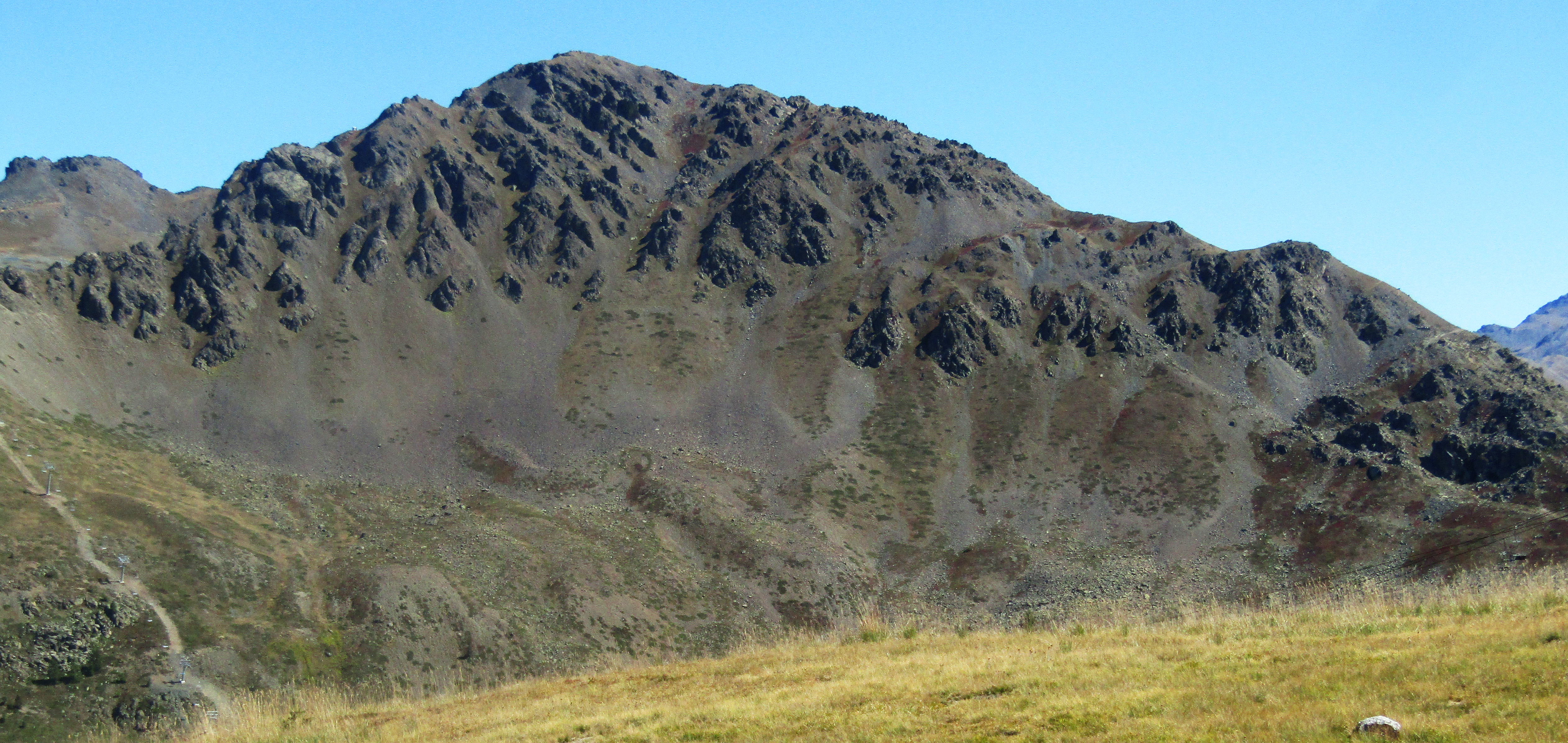
Der Mont Chenaillet von Westen – rechts der Südwestgrat, links der Nordnordwestgrat mit Kissenlaven

Die Typlokalität des Chenaillet-Ophioliths (manchmal auch als Montgenèvre-Ophiolith bzw. Montgenèvre-Chenaillet-Ophiolith bezeichnet) befindet sich am Mont Chenaillet im Queyras-Massiv der Cottischen Alpen. Der zur internen Piemontzone des Südpenninikums gehörende Ophiolith liegt hier als eine 5,5 × 4,5 Kilometer messende Deckenscholle (mit 25 Quadratkilometer Grundfläche) auf der Decke des Queyras-Ophioliths (hier dessen stark deformierte und Blauschiefer-überprägte Lago-Nero-Einheit). Der Queyras-Ophiolith zeigt Affinitäten zu den Bündnerschiefern und hat im Gegensatz zum Chenaillet-Ophiolith seine Sedimenthaut aus Radiolariten, Ophicalciten und Kalkschiefern bewahrt.
Die Ophiolithdecke wird im Norden von den Gemeinden Montgenèvre, Claviere und Cesana Torinese begrenzt, im Süden von den Ortschaften La Chau und Rif Tord (Gemeinde Cervières). Sie enthält in ihrem Inneren drei nennenswerte Gipfel: Mont Chenaillet (2650 Meter), Grand Charvia (2648 Meter) und La Loubatière (2545 Meter). Die Deckensohle fußt auf 1850 Meter Meerhöhe, die höchste Erhebung der Decke wird im 2650 Meter hohen Mont Chenaillet erreicht. Die Decke wird an ihrem Süd- und Nordrand von zwei großen Seitenverschiebungen begrenzt bzw. abgeschnitten – im Süden von der Nordost-streichenden Cervières-Störung und im Norden von der gleichfalls Nordost-streichenden Montgenèvre-Störung. Die beiden Seitenverschiebungen trennen den Chenaillet-Ophiolith von Gesteinen der externen Piemontzone wie beispielsweise obertriassischen Dolomiten am 3136 Meter hohen Mont Chaberton (Chaberton-Einheit) im Norden und am 3320 Meter hohen Pic de Rochebrune (Rochebrune-Einheit) im Süden. Die Deckenstirn wird durch die Nord-Süd-streichende Gondran-Störung gebildet, an der die unterlagernde Lago-Nero-Einheit in westlicher Richtung überfahren wird.
Die Lago-Nero-Einheit erscheint als kleines tektonisches Fenster innerhalb des Chenaillet-Ophioliths nördlich des 2403 Meter hohen Col de Gimont. Sie ist ihrerseits am 2459 Meter hohen Sommet des Anges (bzw. Cime du Gondran) und am 2565 Meter hohen Sommet de Château Jouan (bzw. Mont Janus) nach Westen über die externe Piemontzone (nördliche Verlängerung der Rochebrune-Einheit) aufgeschoben.

## Einführung

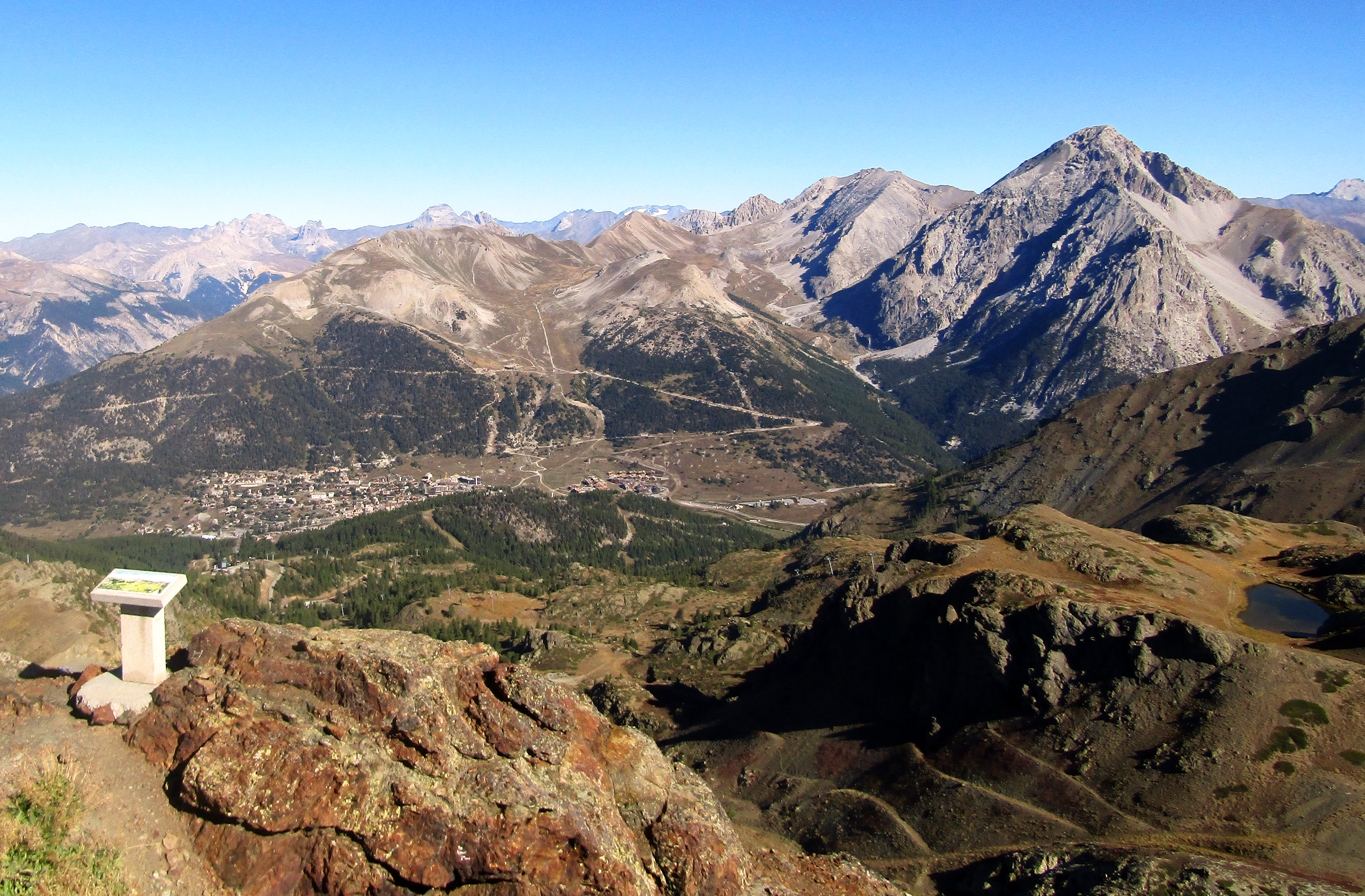
Blick vom Gipfel des Mont Chenaillet nach Norden in Richtung Montgenèvre und zum Mont Chaberton

Wie bereits angesprochen ist der relativ geringmächtige Chenaillet-Ophiolith der einzige Westalpenophioilith (abgekürzt WAO) des Ligurien-Piemont-Ozeans (LPO), der den Deformationen und der Metamorphose der Alpenorogenese so gut wie entkam. Seine Ophiolithabfolge besteht aus Peridotiten des Oberen Erdmantels, in die hekto- bis kilometrische, mafische Gabbrostöcke und felsische Gänge während des Calloviums eingedrungen waren. Die hierdurch verursachte thermische Schwächung des ozeanischen Krustenbereichs führte zu Abscherungen (Detachments) im Hangenden der Intrusiva. Durch die weiter fortschreitende Krustendehnung entstanden ozeanische Kernkomplexe (Englisch Ocean Core Complexes oder OCC), in deren Zwischenräume nun basaltische Magmen eindrangen und als Kissenlaven ausflossen. Normalerweise folgen in dem anschließenden tektonischen Ruhestadium ozeanische Sedimente über den Kissenlaven, die aber im Chenaillet-Ophiolith fehlen – ganz im Gegensatz zum Queyras- und zum Monviso-Ophiolith. Die vorhandenen sehr dünnen Sedimente sind alle auf interne tektonischen Bewegungen zurückzuführen und bestehen aus wiederaufgearbeitetem Material.

### Ozeanischer Vulkanismus
Die Öffnung langsam spreizender Ozeanböden des Atlantischen oder Indischen Ozeans geht mittels tektonischer Exhumierung des Erdmantels und den in ihm angestauten linsenförmigen Gabbrokörpern vonstatten. Diese Exhumierung am Ozeanboden erfolgt vor oder zeitgleich mit der Platznahme basaltischer Vulkane, deren räumliche Ausdehnung aber im Vergleich zur Manteloberfläche recht unbedeutend bleibt. Zwei tektonische Prozesse sind für die Exhumierung während der ozeanischen Öffnung verantwortlich: Abscherung unter einfacher Scherung an nur schwach einfallenden Abscherflächen oder Riftbildung unter reiner Scherung an steilen Verwerfungen. Diese beiden Vorgänge können auch kombiniert erfolgen, d. h. flache Abscherung gefolgt von steilen Abschiebungen.

## Stratigraphie

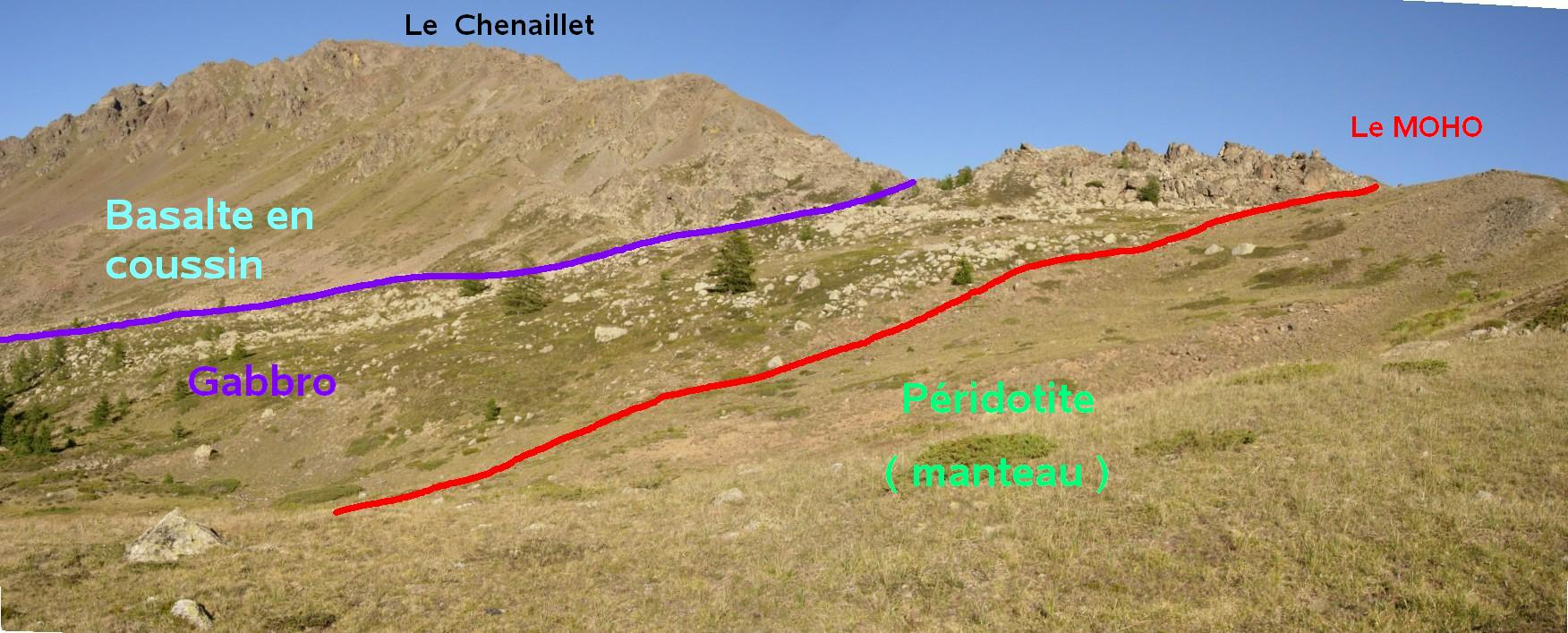
Der Südwestgrat am Mont Chenaillet, eingezeichnet die verschiedenen Einheiten

Intern baut sich der Chenaillet-Ophiolith wie folgt auf (vom Hangenden zum Liegenden):
- Kissenlava
- Dolerite
- Sedimente
- Kataklasite
- mafische Intrusiva
- Peridotite

Die Peridotite liegen jetzt vorwiegend als serpentinitisierte Lherzolithe vor, untergeordnet treten aber auch serpentinitisierte Harzburgite, Pyroxenite, Dunite und Wehrlite auf. Die mafischen Intrusiva umfassen Troctolithe, Gabbros, Diorite sowie Dolerite und erscheinen innerhalb der serpentinitisierten Peridotite als weniger als 1 Kilometer große abgesonderte Körper, die synmagmatisch verformt wurden. Diese Körper bestehen aus einer dünnen Lage geschichteter Troctolithe sowie aus Olivin-führenden Gabbros. Diorite und Dolerite treten innerhalb der Gabbros als Gänge oder Adern auf, ihre Kontakte können scharf oder verschwommen sein. Dolerite und Basaltgänge finden sich auch in zerscherten Gabbros und sind an steile interne Verwerfungen gebunden. Dolerite erscheinen außerdem in serpentinisierten Peridotiten.
Über den Intrusiva folgt eine dünne, bis zu 10 Meter dicke Haut, die aus wiederaufgearbeiteten Mantelserpentiniten und Magmatiten hervorgegangen ist. Diese Gesteine sind kataklastischen Ursprungs und werden von Manatschal (2011) als Abscherhorizont interpretiert.
Die Sedimente der syn-extensionalen Serie beginnen mit einer 2 Meter mächtigen, Matrix- bis Klasten-gestützten, polygenen Ophiolithbrekzie, die von gradierten Sand- und Siltsteinen überlagert wird.
Massive Dolerite unterlagern sodann die basaltischen Kissenlaven des Hangenden. Die vulkanische Serie des Hangenden kann bis zu 400 Meter an scheinbarer Gesamtmächtigkeit erreichen und besteht neben Kissenlaven aus Lavaflüssen, Kissenbrekzien und Hyaloklastiten. Innerhalb der vulkanischen Abfolge können ebenfalls Sedimente vorliegen.
Als Rarität fungieren Plagiogranite (Alkalisyenite) bzw. Albitite), die als Gänge oder Lagergänge in Serpentiniten, in deformierten Gabbros und auch in magmatischen Brekzien der Kissenlaven vorkommen.

## Petrologie

### Peridotite
Die schwarzen, massiven Lherzolithe besitzen ein porphyroklastisches Gefüge und lassen eine Foliation des Hochtemperaturbereichs erkennen. Sie gehören hauptsächlich zum Spinell- und seltener zum Plagioklas-führenden Typus. Die Porphyroklasten bestehen aus Enstatit, Klinopyroxen und Chromspinell. Neoblastische Neubildungen wie Olivin, Klinopyroxen und selten Amphibol sind stellenweise präserviert. Die Lherzolithe sind somit sekundärer Natur und sind durch Metasomatose aus Harzburgiten des residuellen Oberen Mantels (unterhalb des europäischen Kontinentalrandes) entstanden – wie dies auch Spurenelementuntersuchungen zu erkennen geben.

### Mafite

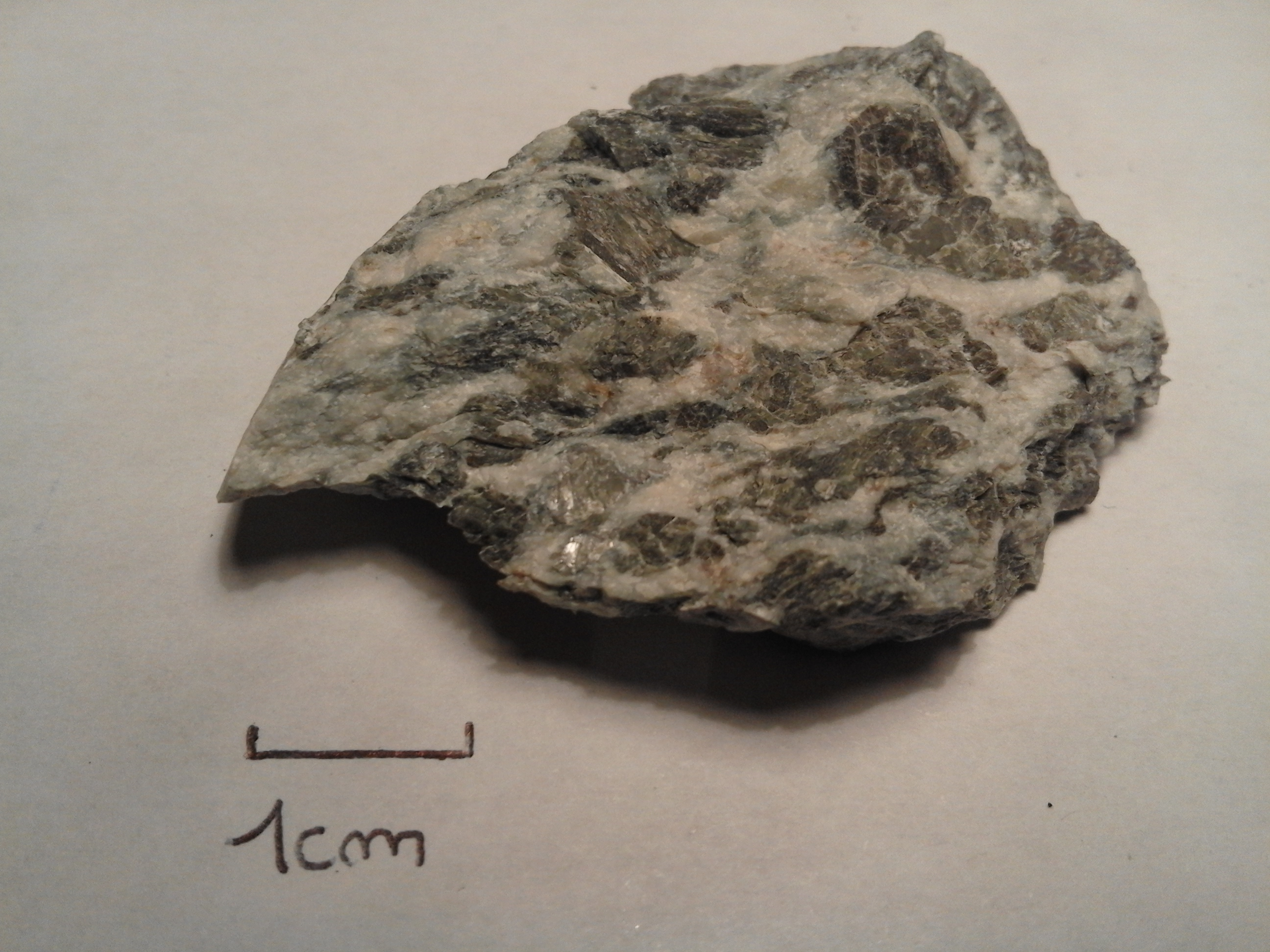
Grüner Flasergabbro vom Mont Chenaillet

Die Troctolithe sind aus Olivin und Plagioklas mit untergeordnetem Klinopyroxen zusammengesetzt. Die Gabbros bestehen aus Plagioklas und Klinopyroxen und enthalten nur wenig Olivin und Opakminerale. Sie sind pegmatitisch grobkörnig und reich an Magnesium und Aluminium. Örtlich zeigen sie das typische Gefüge von Flasergabbros, die entlang duktilen Scherzonen verformt und sodann zu Mineralaggregaten von Augit und Hornblende rekristallisiert wurden. Als synkinematische partielle Schmelzprodukte entstanden hierbei Adern und Pfropfen von Leukodioriten. Neben den Mg-Al-reichen Gabbros finden sich gelegentlich auch schwarze, feinkörnige Ferrogabbros (reich an Eisen und Titan), welche als die ozeanische Kruste durchsetzende Gänge und metrische Lagergänge in den Gabbros vorliegen. Sie bauen sich aus Klinopyroxen (Augit), braunem Amphibol, Ilmenit, albitisiertem Plagioklas, Apatit und Titanit auf.

### Felsite
Die Leukodiorite enthalten Quarz, Plagioklas, Klinopyroxen und pargasitisches Amphibol.
Die Albitite bzw. Alkalisyenite sind feinkörnige bis gelegentlich porphyrische Gesteine mit mehr als 90 Prozent Albit, braun-grünem Amphibol pseudomorph nach Aktinolith/Tremolit, Opakmineralen und Akzessorien wie Allanit, Apatit und Zirkon. Sie erscheinen sowohl in den Serpentiniten als auch in den Gabbros und indizieren einen neuen Abschnitt mit jetzt felsischem Magmatismus, der auf die hochtemperierten duktilen Bewegungen mit ihren metamorphen Veränderungen folgte. Gelegentlich werden sie von basaltischen Doleritgängen durchschlagen und sind somit älter als der basaltische Vulkanismus.

### Kataklasite
Die kataklastischen Gabbros des Abscherhorizonts führen eckige Gabbroklasten, eingebettet in eine Matrix aus Albit, Amphibol, Chlorit und Epidot. Die kataklastischen Serpentinite bestehen aus Matrix-gestützten Serpentinfragmenten.

### Vulkanite
Die Kissenlaven sind basaltischer Natur und zeigen geochemische Affinitäten zu Basalten der Mittelozeanischen Rücken (MORB), insbesondere zum Südwestindischen Rücken.  Das homogene Gefüge der Basalte ist mikrolithisch, skelettartig, sphärulitisch und nur selten porphyrisch. Am Oberrand der Kissen wird es blasig. Ihr Mineralaufbau besteht aus albitisiertem Plagioklas, Augit sowie pseudomorphem Olivin und Magnetit. Die dunklen Dolerite unterscheiden sich von den Basalten durch ihr feinkörniges Intersertalgefüge (Korngröße 0,1 bis 2 Millimeter). Sie indizieren Bereiche erhöhten Wärmeflusses, gehen aber dennoch recht rasch in Basalte über.

### Sedimente
Bei den Sedimenten handelt es sich um Ophicarbonate bestehend aus Peridotitklasten im Zentimeter- bis Dezimeterbereich, die von einem Netzwerk aus Calcitadern zementiert werden.

## Struktureller Internaufbau

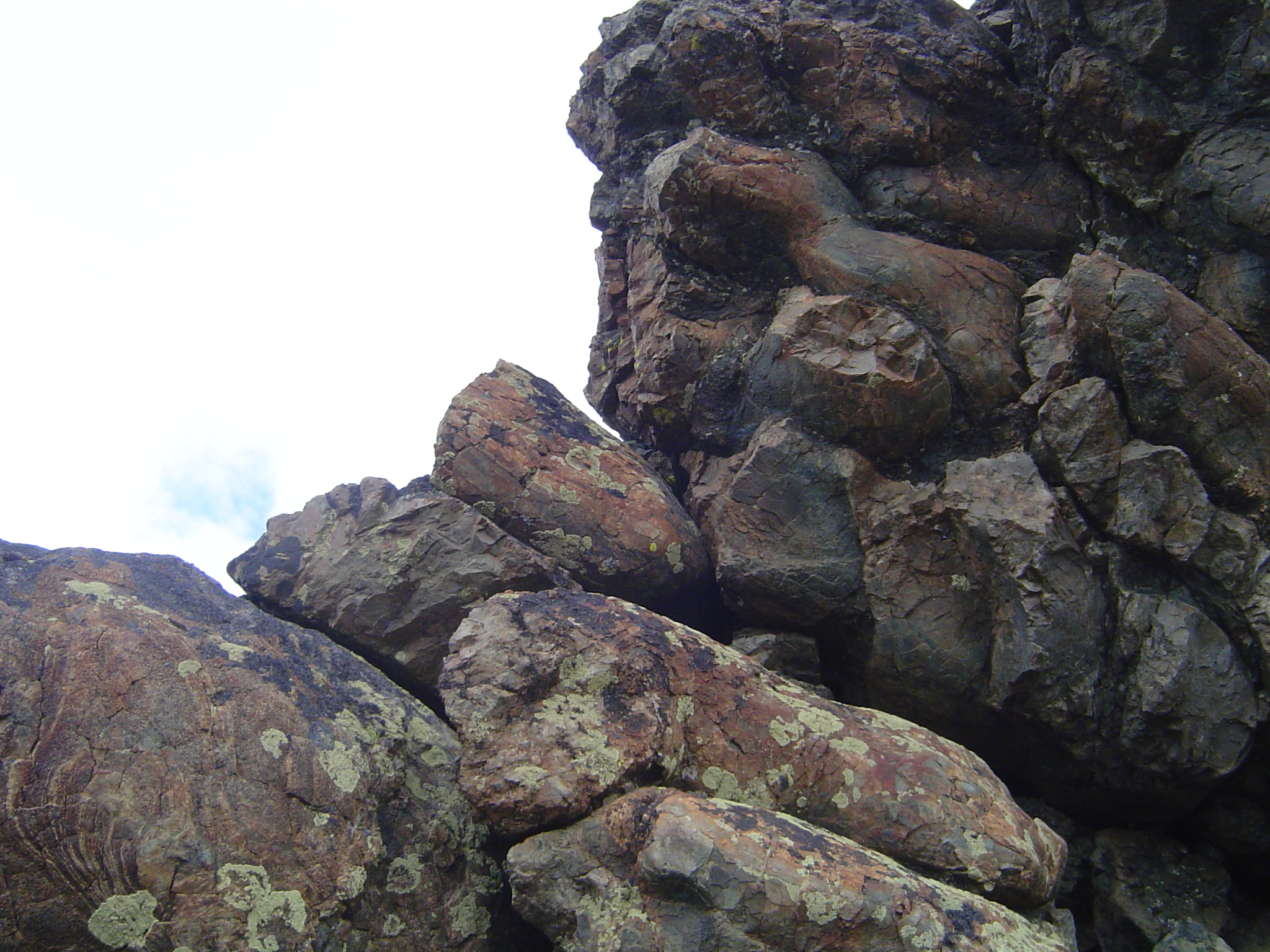
Kissenlaven am Mont Chenaillet

Eine Untersuchung der Vulkanite (Kissenlaven etc.) lässt zwei Strukturtypen erkennen. Am häufigsten finden sich kegelförmige Bauten aus Röhren und Kissen, die um einen zentralen Fördergang austreten. Seltener erscheinen zungenförmige Bauten aus Röhren und Kissen. Die Internstruktur der beiden Typen gibt zu erkennen, dass sie auf einem in Bildung befindlichen Abhang errichtet wurden. Die topographisch höchstgelegenen Vulkanbauten sind hierbei systematisch immer am jüngsten.
Organisatorisch lassen sich ebenfalls zwei Anordnungen unterscheiden – eine Treppen- und eine Kammanordnung auf oft sehr steilen Hangneigungen mit einer Ausdehnung von hunderten von Quadratmetern bis mehreren Quadratkilometern. Die Treppenanordnungen sind älter als die Kammanordnungen. Sie bestehen aus Zungen, die an der Basis der jeweiligen Stufen von Spalteninjektionen genährt werden. Die Kammanordnungen bauen sich aus Vulkankegeln auf, die über sich kreuzenden Brüchen liegen. Letztere und hierzu versetzte Sekundärbrüche dienten als magmatische Förderkanäle. Die Brüche verlaufen oft pseudosymmetrisch zu Geländekämmen, die von den jüngsten Bauten eingenommen werden.
Die Gesamtmächtigkeit der Vulkanbauten überschreitet keine 50 Meter. Sie schmiegen sich an den unterlagernden Mantel an, der zwischen den Treppen- und Kammanordnungen zum Vorschein kommt. Das Mantelfundament ist generell in Nordnordwest-Südsüdost-Richtung gewölbt (mit Ostnordost streichender Achsenrichtung), wird aber darüber hinaus noch von Sekundärundulationen überprägt, welche unter bedeutenden Kompositvulkanen ihre kräftigste Amplitude entfalten. Diese Wölbungen gingen zwar mit der eruptiven Tätigkeit einher, sind aber darüber hinaus auch in Bereichen mit minimalen Vulkanbauten zu erkennen. Ferner kann ein generelles Ansteigen des Mantelfundaments nach Westsüdwesten beobachtet werden.
Die relativ dünnen, weniger als 50 Meter mächtigen Gabbros bilden längliche Körper, die ebenfalls der Wölbung des Mantelfundaments in meridionaler Richtung folgen bzw. diese abpausen. Gelegentlich bilden sie die Unterlage von einigen seltenen Vulkanbauten. Im Westen der Ophiolithdecke war ihre Freilegung eindeutig der Platznahme der Vulkane vorausgegangen. Im Osten erfolgte ihre Exhumierung jedoch synchron zur Eruptivtätigkeit, die an den seitlichen Rändern der Mantelaufwölbung voranschritt.
Die dünnen tektonischen Brekzienhorizonte, die sowohl dem serpentinisierten Mantel als auch den Gabbros aufliegen, können Abscherungen (Detachments) zugeordnet werden. Sie legten am Ozeanboden die Unterlage der Vulkanbauten bloß, was wiederum die bessere morphologische Charakterisierung des generell gewölbten (und im Detail ondulierenden) Mantelfundaments ermöglichte.

## Metamorphose und Verformung
Der Chenaillet-Ophiolith wurde innerhalb des alpinen Deckenstapels während des Kompressionsstadiums tektonisch nur schwach beansprucht und metamorphosiert. Die metamorphe Überprägung der mafischen Gesteine (Gabbros und Kissenlaven) ist vorwiegend auf hydrothermale Vorgänge innerhalb der ozeanischen Kruste zurückzuführen. Sie erreichte die Bedingungen der Prehnit-Pumpellyit- bis hin zur Grünschieferfazies und zeigt sich an der Neubildung der Minerale Albit, Prehnit, Pumpellyit, Aktinolith und Epidot. Hieraus kann gefolgert werden, dass der Chenaillet-Ophiolith im Gegensatz zur unterlagernden Lago-Nero-Einheit und den meisten anderen alpinen Ophiolithen nicht subduziert worden war. Vielmehr wurde er zusammen mit den Briançonnais-Einheiten auf den proximalen europäischen Kontinentalrand überschoben. Daher auch die geringe alpine Beanspruchung und die hervorragende Erhaltung ozeanischer Kontaktverhältnisse innerhalb des Chenaillet-Ophioliths.
In den Kissenlaven wurden die ophitisch verwachsenen Minerale Klinopyroxen, Plagioklas und Titanomagnetit teilweise durch respektive Chlorit, Albit und Titanit ersetzt. In mehr porphyrischen Basalten wurden Olivin-Phänokristalle vollkommen chloritisiert und Plagioklas-Phänokristalle teilweise durch Albit und Chlorit verdrängt. In hydrothermalen Adern wuchsen die Minerale Epidot, Albit, Chlorit, Prehnit, Pumpellyit, Pyrit, Calcit und Quarz neu heran.
In den Gabbros lassen sich ebenfalls Auswirkungen der hydrothermalen, krusteninternen Metamorphose beobachten – so wurden beispielsweise magmatische Pyroxenphänokristalle in schwarze Amphibole umgewandelt. Grobkörnige Gabbros enthalten außerdem gelegentlich eckige Einschlüsse von Amphiboliten. Hierbei handelt es sich um Metagabbros, die unterhalb des Rückens metamorphosiert worden waren und dann in die Gabbros inkorporiert wurden – welche darauf ihrerseits hydrothermal verändert wurden. Die Erklärung hierfür liegt in langsam spreizenden Rücken begründet, welche nur eine geringe und episodische Magmenproduktion aufweisen. An ihnen ist die ozeanische Kruste nicht kontinuierlich und die Gabbrokörper nehmen nur etappenweise in ihr Platz. Somit ist auch die damit verknüpfte Wärmezufuhr sporadischer Natur und örtlich begrenzt. Die resultierende Metamorphose ist folglich kein generell durchgehender Prozess, sondern das Ergebnis punktueller Ereignisse.
Die jetzige Grünschieferfazies in den Metagabbros ist das Endprodukt einer thermischen Abkühlung an der Oberfläche der ozeanischen Lithosphäre bei einem mehr oder weniger konstanten Druck um 0,2 Gigapascal – ausgehend von der Granulitfazies über die Amphibolitfazies bis zur Grünschieferfazies. Dies kann an ursprünglich magmatischem Klinopyroxen sehr gut beobachtet werden. So stellt sich in der Granulifazies ein Rekristallisat aus feinkörnigem Klinopyroxen mit interstitieller brauner Hornblende ein. Bei etwas niedrigerer Verformung entsteht stattdessen ein Symplektit aus Klinopyroxen und brauner Hornblende. Mit Eintritt in die Amphibolitfazies bildet sich anstatt brauner jetzt grüne Hornblende (braune Hornblende ist reich an Titan), um am Übergang zur Grünschieferfazies schließlich in ein Gemenge aus Aktinolith, Chlorit und Epidot überzugehen. Die Prehnit-Pumpellyit-Fazies manifestiert sich durch schwarzen Plagioklas, der in Wirklichkeit ein feinkörniges Aggregat aus Pumpellyit, Chlorit und Albit darstellt. Olivin wird an der Grenze Amphibolit-/Grünschieferfazies instabil und verwandelt sich gemäß der Reaktion Olivin + Orthopyroxen + Plagioklas + Wasser in Tremolit umgeben von einer Coronastruktur aus Chlorit.

## Alter
Bisher vorgenommene Altersbestimmungen am Chenaillet-Ophiolith lieferten Ergebnisse, die recht stark streuen und zwischen 198 und 142 Millionen Jahren zu liegen kamen. Neuere Arbeiten grenzen jedoch diesen, für ozeanische Abfolgen ungewöhnlich langen, rund 55 Millionen Jahre dauernden Zeitraum auf die 11 Millionen Jahre dauernde Spanne 166 bis 155 Millionen Jahre ein. Im Einzelnen konnten beispielsweise Troctolith und Albititgänge mit 165 ± 1 Millionen Jahren datiert werden. Die Leukodiorite erbrachten ihrerseits 156 ± 3 Millionen Jahre. Costa und Caby (2001) fanden jedoch für die Albitite nur ein Alter von 148 ± 2 Millionen Jahre.

## Geochemie
Wie geochemische Untersuchungen nahelegen, dürften die den Ligurien-Piemont-Ozean unterlagernden serpentinisierten Peridotite mehrheitlich subkontinentalen Mantelgesteinen entstammen. Mikrostrukturell lassen sie sich in zwei Typen trennen:
- körnige bis porphyroklastische Spinellperidotite mit beginnender Rekristallisation von Plagioklas
- körnige bis porphyroklastische Peridotite mit reichhaltigen granoblastischen Plagioklasaggregaten und interstitiellen, teils deformierten Mantelmineralen der Spinellfazies.

Bei den Gesteinen des ersten Typus handelt es sich um angereicherte (fertile), an Klinopyroxen-reiche Lherzolithe, abgereicherte Klinopyroxen-arme Peridotite treten nur untergeordnet auf. Der zweite Typus, zu dem der Chenaillet-Ophiolith gehört, besteht generell aus Klinopyroxen-armen, abyssalen Peridotiten. Dennoch können in ihm aber auch angereicherte Peridotite erscheinen.
Die geochemische Zusammensetzung der Magmatite ist variabel und reicht ausgehend von ultramafischen Kumulaten hin zu hochdifferenzierten Plagiograniten. Sie stellen das Kristallisat eines typischen MORB-Stammmagmas dar, welches einen tholeiitischen Fraktionierungsprozess bei niederen Drucken durchlief.
Bei der Genese der Gabbros spielten Kumulatsprozesse eine bedeutende Rolle. Ihr Muster an Seltenen Erdelementen (Englisch Rare Earth Elements oder REE) wird von den Hauptkumulus-Mineralphasen kontrolliert. Hierbei kann die Kristallisationsabfolge Olivin → Plagioklas → Klinopyroxen beobachtet werden – bei gleichzeitiger Kovariation des Forsteritgehalts in Olivin und Anorthitgehalt in Plagioklas. Klinopyroxene in primitiven Kumulaten zeigen Abreicherung an leichten (LREE) sowie flach verlaufende mittlere (MREE) bis schwere Seltene Erden (HREE). Die Neodym-Signatur mit ε Nd(T) > +8 der Gabbros des Chenaillet-Ophioliths ähnelt Gabbros Mittelozeanischer Rücken und legt daher nahe, dass ihr Magma einer abgereicherten Mantelquelle entstammte und keinerlei kontinentale Kontamination erfuhr. Eine Modellierung der Seltenen Erddaten für Gabbros und Leukodiorite stützt die Hypothese, dass die dioritischen Magmen durch niedriges partielles Aufschmelzen (≤ 5 %) der umgebenden Gabros entstanden waren, welches unter hochtemperierter Scherung erfolgte.
Bei den Vulkaniten (Kissenlaven) konnten petrologische und geochemische Untersuchungen eindeutig ihren tholeiitischen Charakter mit N-MORB-Affinität nachweisen.

## Bedeutung
Die Bedeutung des Chenaillet-Ophioliths liegt in seinem vollkommen unerwarteten und erstaunlichen Erhaltungsgrad. Insbesondere seine vulkanische Serie ist so gut wie ungestört und gestattet uns somit einen direkten Einblick auf einen fossilen, langsam spreizenden Ozeanboden. Es darf daher vermutet werden, dass dieses Teilstück ozeanischen Meeresbodens von einer beträchtlichen Sedimenthaut überlagert war, die es vor der Erosion der alpinen Vergletscherungen bewahrte. Der Chenaillet-Ophiolith besitzt sämtliche Charakteristiken für einen Abschnitt in einem internen Rift – wie sie aktuell am Mittelatlantischen Rücken beobachtet werden können. Bei eingehender Betrachtung der Dimensionen, der Topographie, der Morphologie und der räumlichen Organisation der untermeerischen Vulkanbauten drängt sich die Analogie einer abyssalen vulkanischen Hügellandschaft in den Vordergrund. Diese Schlussfolgerung wird bekräftigt durch das Anstehen serpentinitisierten Mantelgesteins beiderseits der vulkanischen Hügelzone – typisch für langsam spreizende ozeanische Achsen.
Im Chenaillet-Ophiolith ist nur der oberste Abschnitt der ozeanischen Kruste einzusehen und es liegen auch keinerlei frische Peridotite vor. Seine seichte Natur wird ferner durch das Fehlen von jeglichen Peridotiteinschlüssen in den Serpentiniten bekräftigt. Da er zum nur langsam spreizenden heterogenen Krustentypus gehört, unterscheidet er sich fundamental vom klassischen Penrose-Ophiolithmodell, das beispielsweise im Semail-Ophiolith in Oman oder im Troodos-Ophiolith auf Zypern verwirklicht ist. Bei schnell spreizenden Penrose-Ophiolithen liegt die Moho am petrologischen Übergang von Peridotiten zu geschichteten Gabbros, bei einer Tiefe von zirka 6 Kilometer und einer seismischen Geschwindigkeit vp von 8 km/s. Bei heterogenen Ophiolithen kann die MOHO nur mit Einsetzen der Serpentinisierung (Serpentinisierungsfront in den Peridotiten) festgelegt werden, welche bei rund 5 Kilometer Tiefe erfolgt.
Abschließend lässt sich feststellen, dass in den Alpen nirgendwo echte ozeanische Lithosphäre anzutreffen ist – mit Ausnahme vielleicht des Monte-Maggiore-Ophioliths in Korsika, bei dem jedoch ebenfalls die Decksedimente fehlen. Sämtliche Ophiolithe der Alpen stammen vielmehr aus dem Übergangsbereich Kontinent-Ozean (Englisch Ocean Continent Transition oder abgekürzt OCT), wie beispielsweise der Tasna- oder der Platta-Ophiolith. Der Chenaillet-Ophiolith ist der einzige alpine Ophiolith, der echte ozeanische Kruste enthält und somit tatsächlich auch als embryonischer Ozean angesehen werden kann. Seine Alter sind generell 5 bis 10 Millionen Jahre jünger als andere Magmatite des alpinen OCT-Bereichs. Bei einer Spreizungsrate von 10 bis 20 Millimeter pro Jahr – typisch für magmenverarmte Systeme (MP-OCT – magma-poor ocean-continent transition) – ergibt sich für den Chenaillet-Ophiolith somit eine Entfernung von 50 bis 100 Kilometer östlich der Abbruchkante des alpinen Rifts.